# El Mansour Eddahbi
El Mansour Eddahbi je přehradní nádrž, která se nachází východně od marockého města Warzazát. Jezero, které vzniklo přehrazením toku řeky Dra, se skládá ze dvou částí. Východní větší část napájí řeka Dades, která pramení na jižních svazích Vysokého Atlasu. Západní část jezera napájí řeka Warzazát a její pravostranný přítok řeka Ait Douchene, která po napuštění přehrady ústí samostatně. Plocha nádrže je 4760 ha. Celkový objem činí 560 mil. m³.

## Vodní režim
Z vodních toků přitékajících do nádrže je stálá pouze řeka Dades. Řeka Warzazát a ostatní přítoky mají vodu většinou jen v zimním a v jarním období a v létě zpravidla vysychají. Plocha povodí nádrže měří 14 900 km². Ročně do ní přitéká průměrně 378 mil. m³ vody. Z tohoto množství 243 mil. m³ připadá na povodí Dades.

## Využití
Přehrada slouží především k regulaci průtoku řeky Dra, která před jejím dokončením měla značně rozkolísané průtoky (0,1 až 5250 m³/s).. Stabilní průtok vody pod přehradou slouží k zásobování datlových hájů a polí v okolí měst Agdz, Zagora a oáz níže po proudu. Další její význam spočívá v ochraně před povodněmi a vodní erozí. Součástí vodního díla je i vodní elektrárna s instalovaným výkonem 10 MW. Množství vyrobené energie je ovlivněno klimatickými podmínkami.

## Galerie

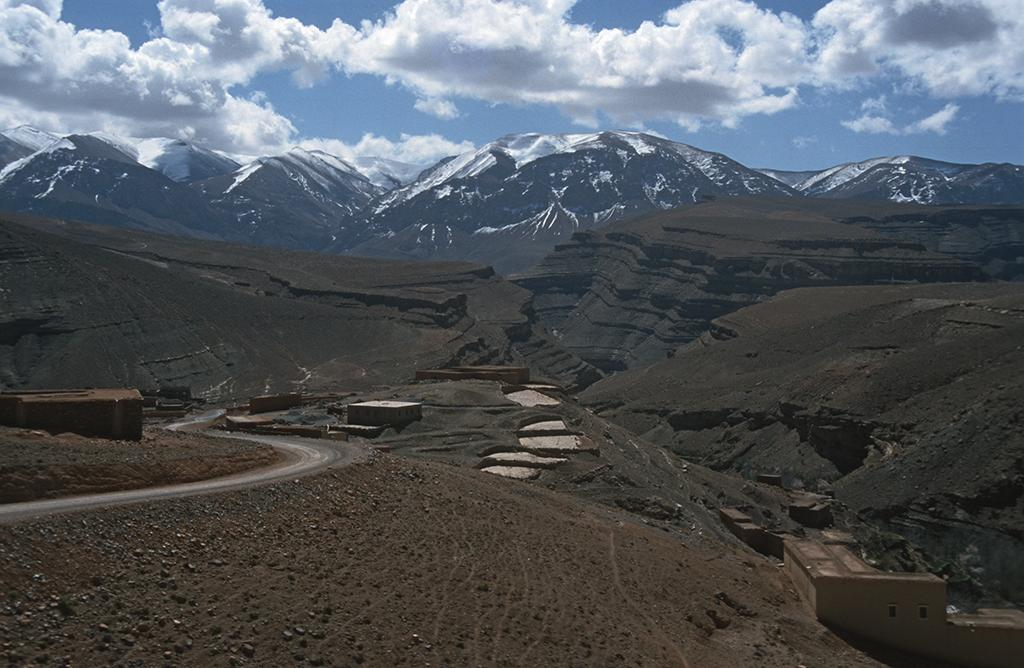
Zasněžené vrcholy Vysokého Atlasu
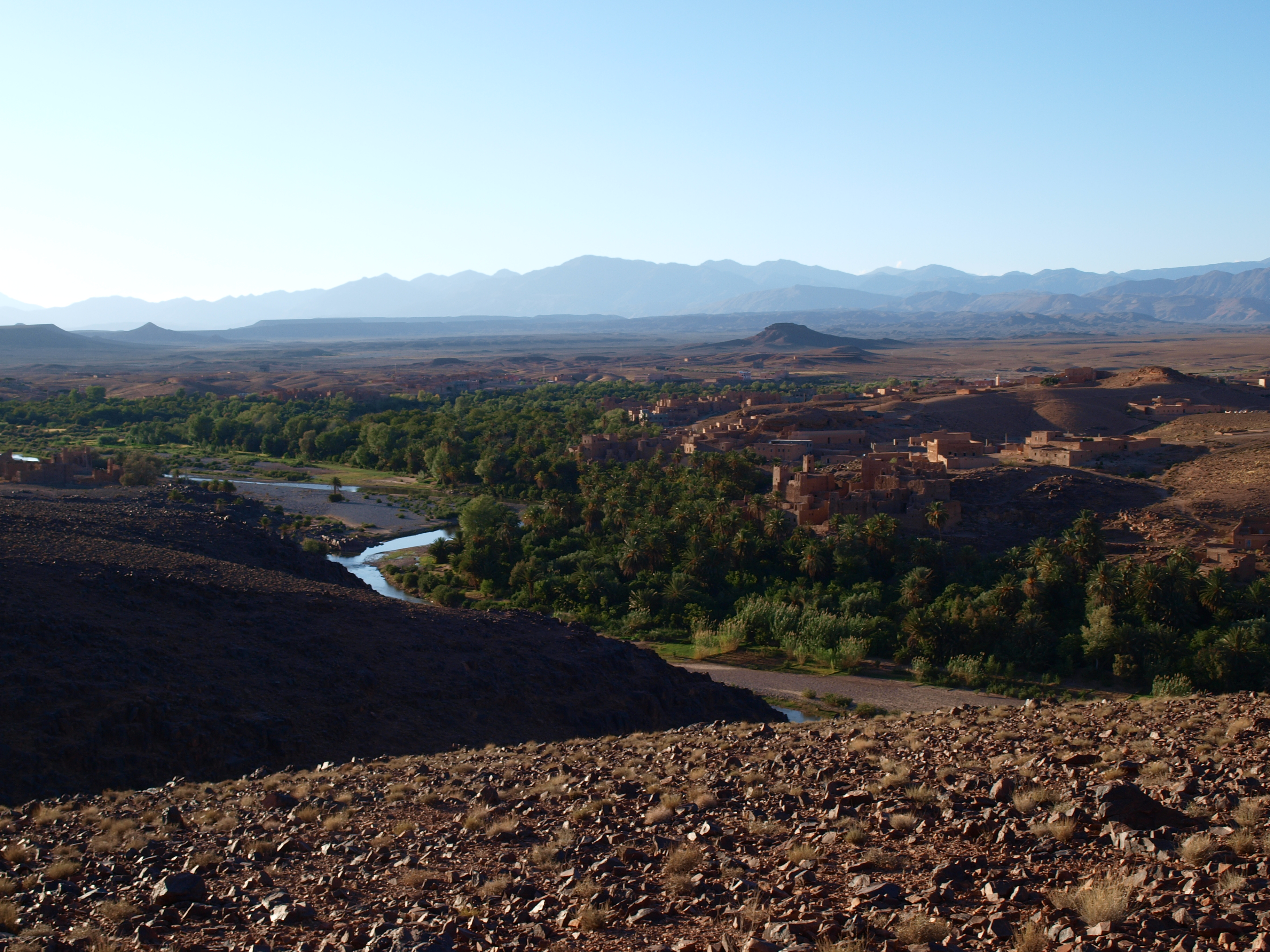
Údolí řeky Dades u vesnice Imassine
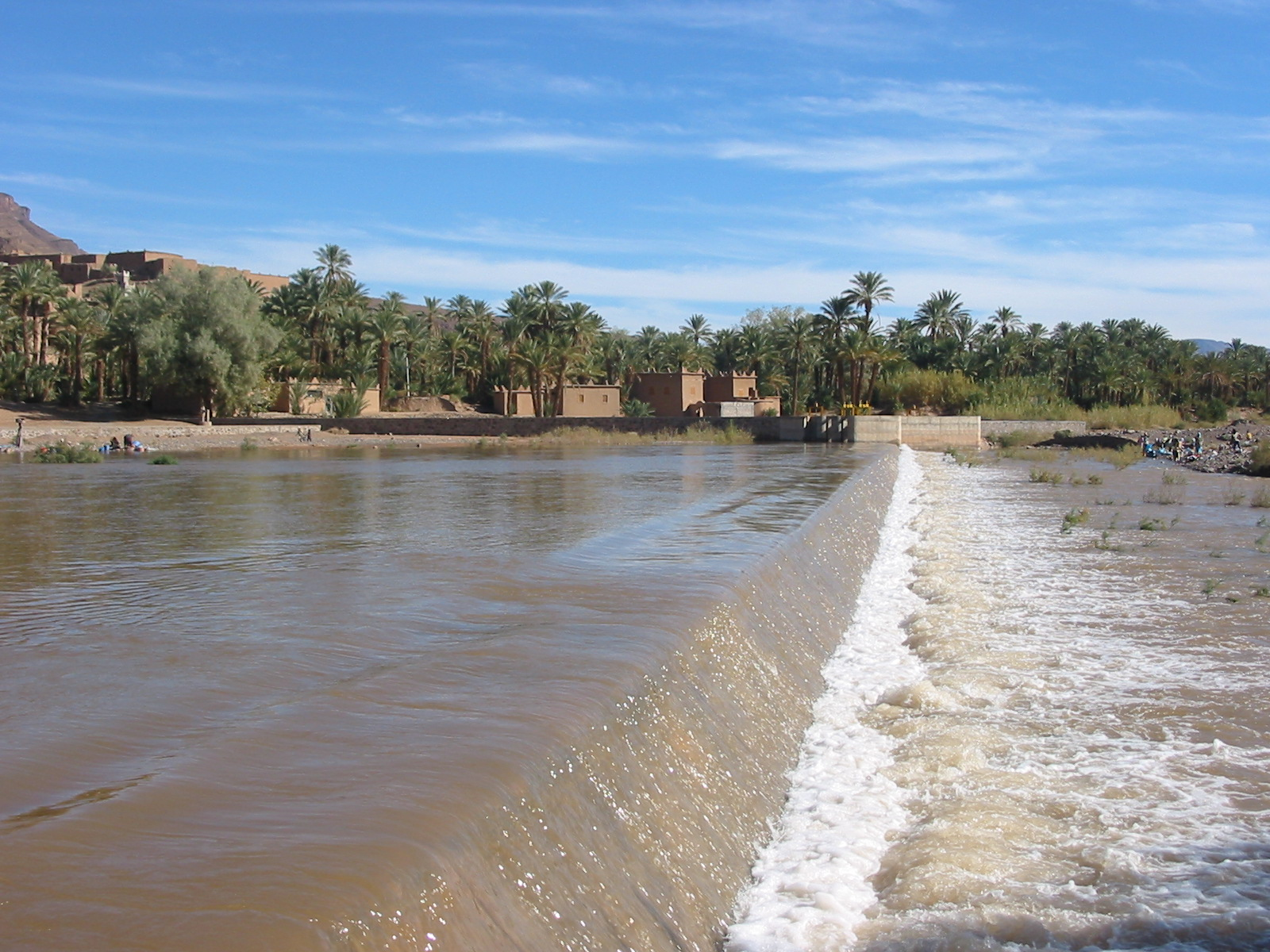
Řeka Dra u města Agdz
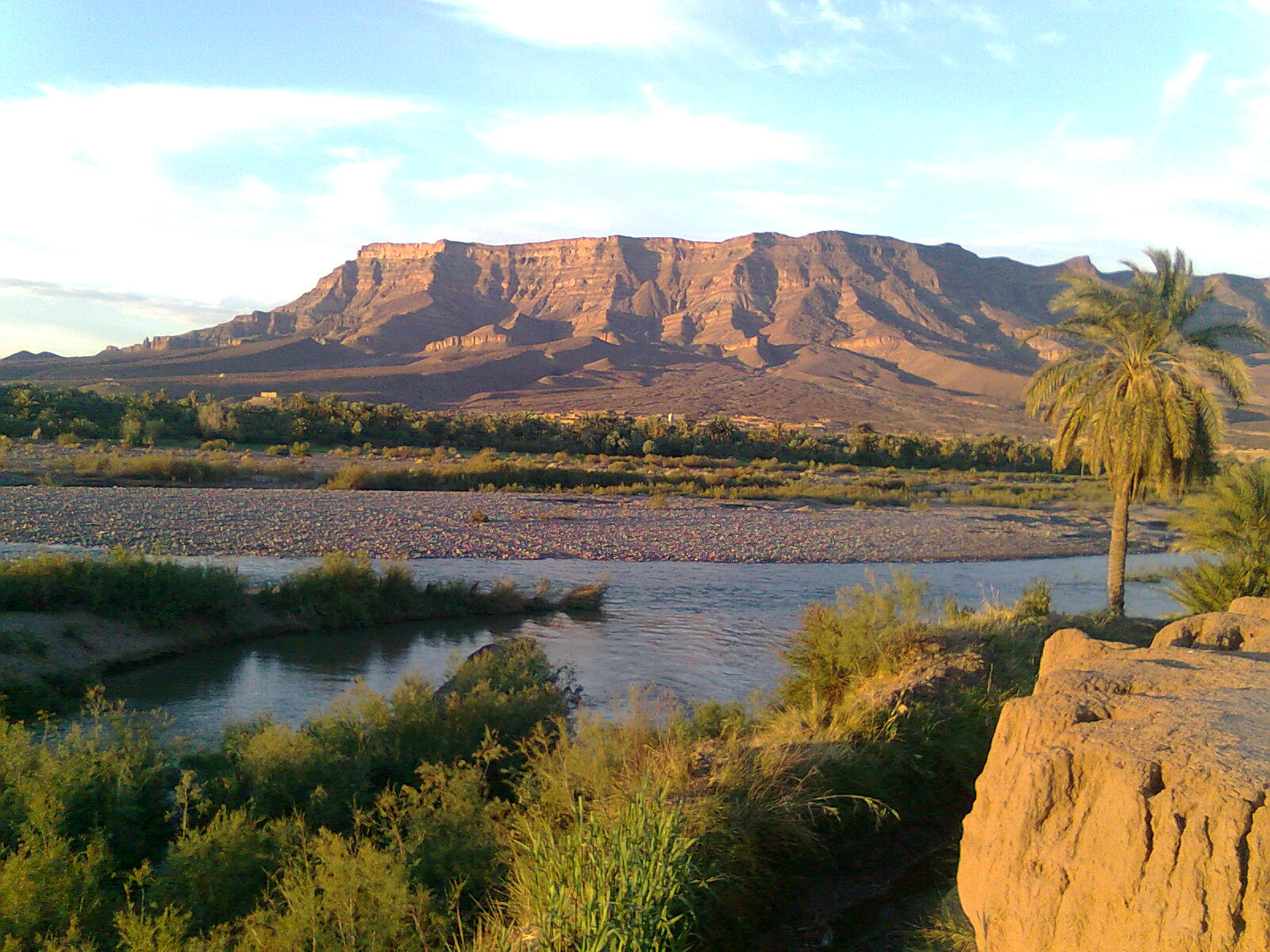
Krajina v okolí Zagory
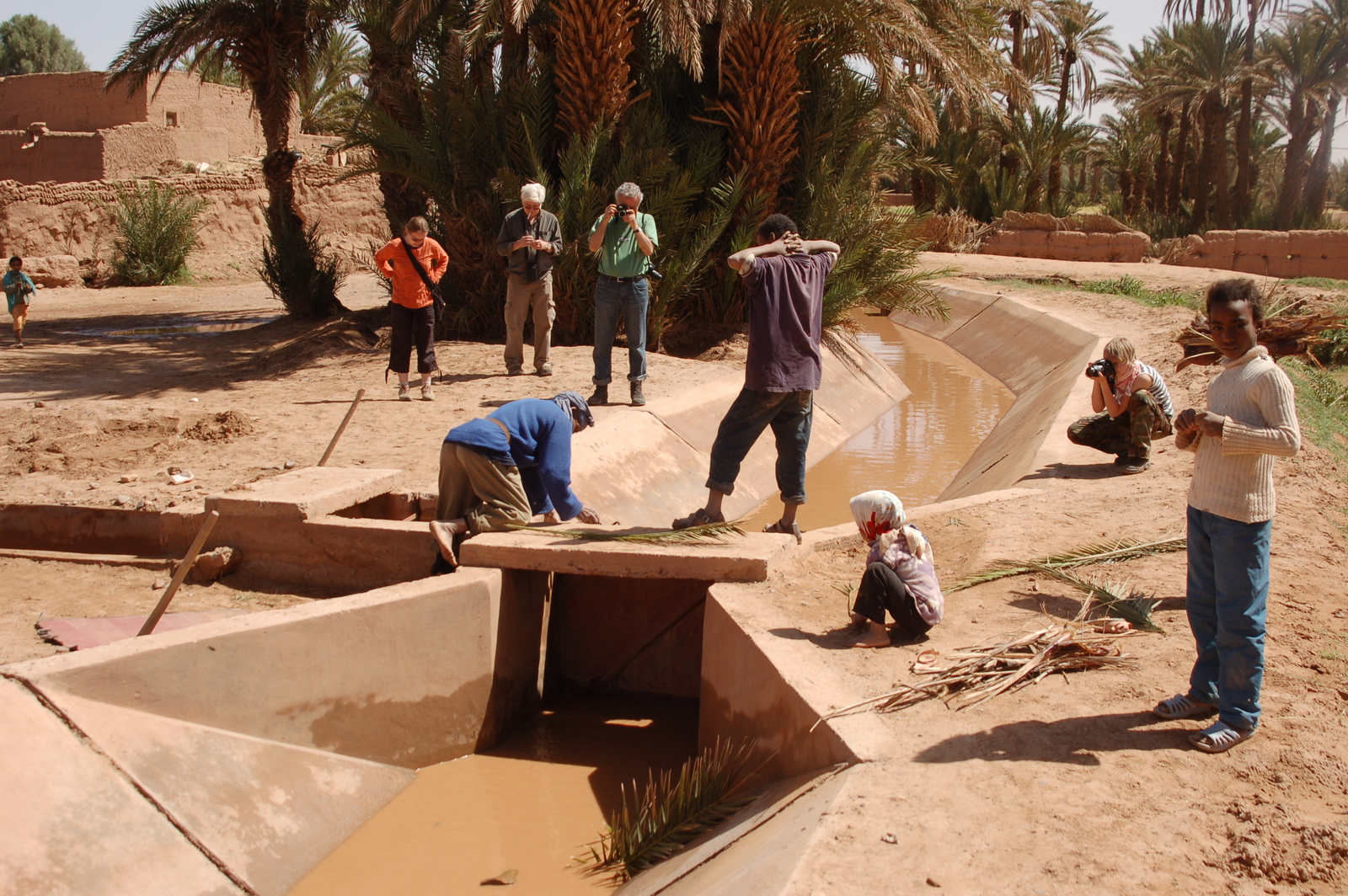
Zavlažovací kanál v oáze Mhamid
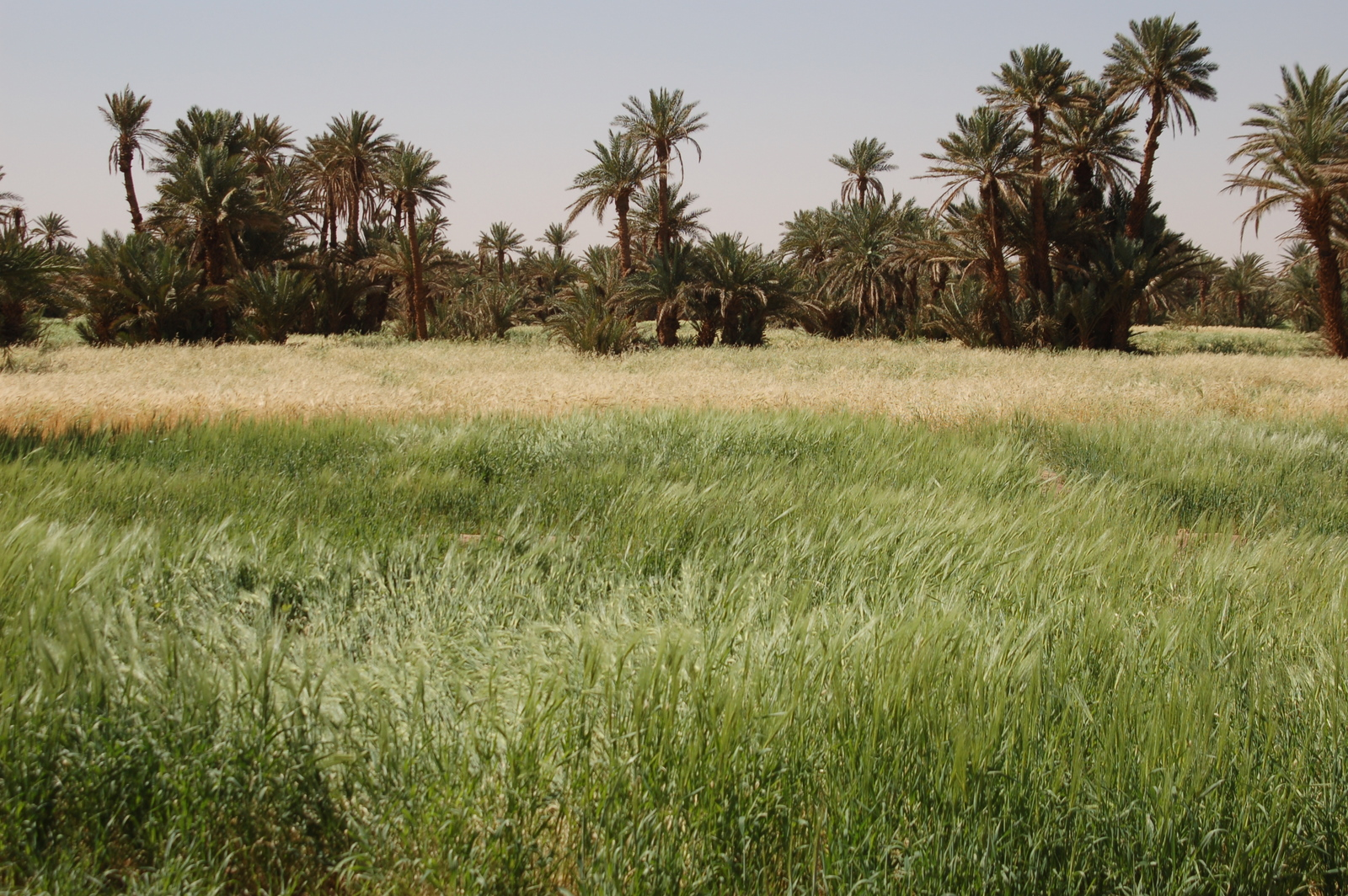
Pole v oáze Mhamid